# Ďubákovo
Ďubákovo (hongrois : Vágó) est un village de Slovaquie situé dans la région de Banská Bystrica.

## Histoire
La première mention écrite du village date de 1877.

## Démographie

### Évolution de la population
| Année:               | 1994. | 2004.   | 2014.    | 2024. |
| -------------------- | ----- | ------- | -------- | ----- |
| Nombre de personnes: | 126   | 116     | 84       | 84    |
| Différence:          |       | -7,93 % | -27,58 % | +0 %  |

| Année:               | 2023. | 2024. |
| -------------------- | ----- | ----- |
| Nombre de personnes: | 75    | 84    |
| Différence:          |       | +12 % |